# ریور فالز (آلاباما)
ریور فالز (به انگلیسی: River Falls) شهری در شهرستان کاوینگتون ایالت آلاباما است که مساحت آن ۱۸٫۳۸ کیلومتر مربع است و در سرشماری سال ۲۰۱۰ میلادی، ۵۲۶ نفر جمعیت داشته و تراکم جمعیتی آن، ۲۸٫۶۲ نفر در هر کیلومتر مربع بوده است.